# Landkreis Uecker-Randow
Der Landkreis Uecker-Randow war ein Landkreis im Osten Mecklenburg-Vorpommerns, der von 1994 bis 2011 bestand. Zusammen mit dem Landkreis Ostvorpommern und der Hansestadt Greifswald ging er im Zuge der Kreisgebietsreform 2011 im neu gebildeten Landkreis Vorpommern-Greifswald auf. Der Name des Landkreises war aus den größten Gewässern des Kreisgebietes, den Flüssen Uecker und deren Nebenfluss Randow abgeleitet.

## Geografie

### Lage und Struktur

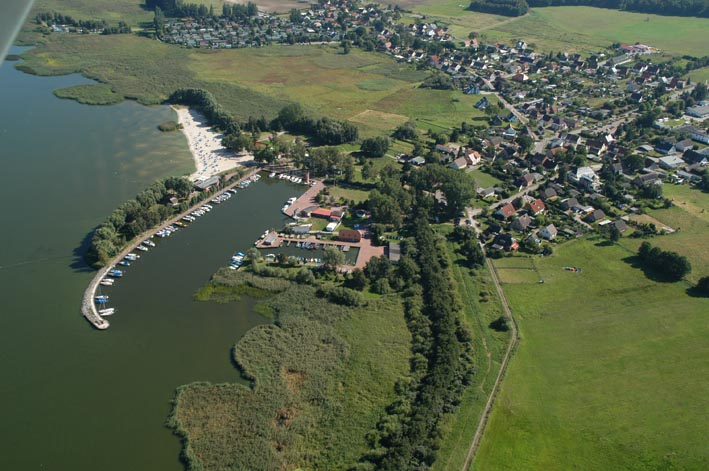
Haffküste bei Mönkebude

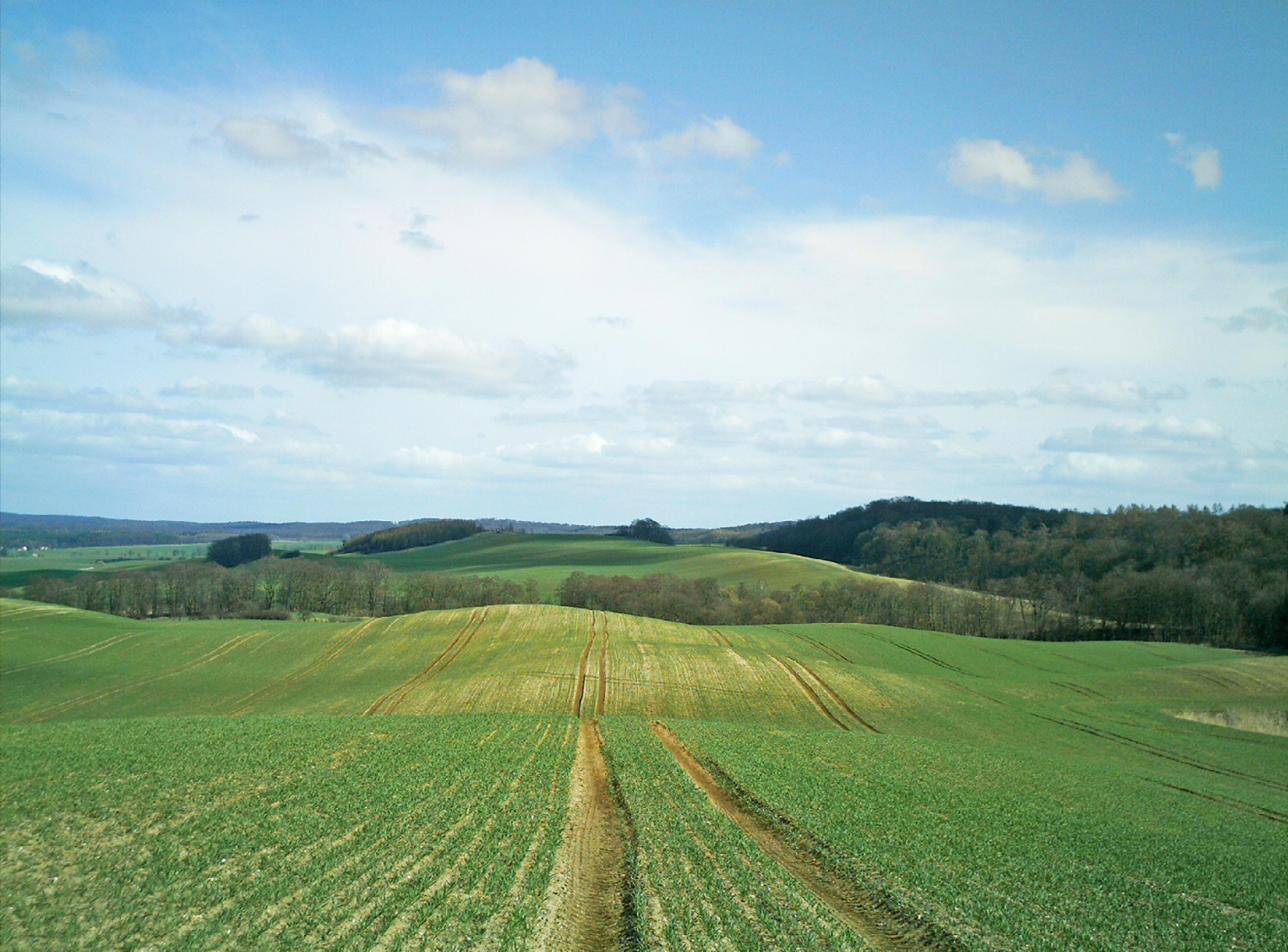
Brohmer Berge

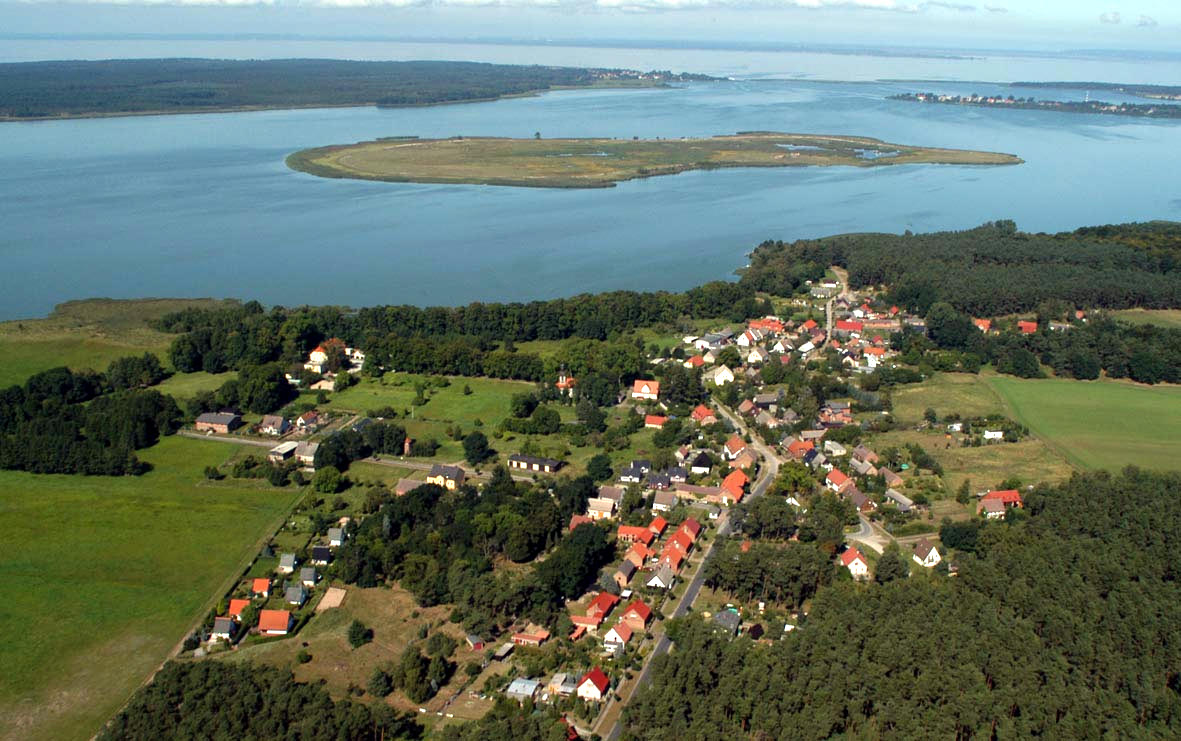
Im Vordergrund der Neuwarper See mit der Ortschaft Rieth, im Hintergrund das Stettiner Haff

Der Landkreis befand sich im Osten Mecklenburg-Vorpommerns. Im Osten grenzte Polen an ihn, im Süden Brandenburg, im Westen der Landkreis Mecklenburg-Strelitz, im Nordwesten der Landkreis Ostvorpommern und im Nordosten das Stettiner Haff. An der Grenze zur Republik Polen formt sich die Küstenlinie des Stettiner Haffs zur Bucht des Neuwarper Sees.
Die nördliche Hälfte des ehemaligen Kreisgebietes wird von der Ueckermünder Heide eingenommen, einer waldreichen Tiefebene. Im Westen hat der Landkreis Anteil am Endmoränenzug Brohmer Berge. Hier liegt auch die mit 133 m ü. NN höchste Erhebung (Ziegler Berg). Der Südteil des Landkreises liegt in einem leicht hügeligen Gebiet östlich und westlich der Randow und grenzt an den Landschaftsraum der nordbrandenburgischen Uckermark. Einziges Mittelzentrum des Kreises war Pasewalk, wobei Ueckermünde in Teilen Mittelzentrumfunktionen erfüllt. Unterzentren sind Eggesin, Torgelow, Strasburg und Löcknitz. Ländliche Zentralorte sind Penkun und Ferdinandshof.

### Landschaftsgestalt
Die Tier- und Pflanzenwelt im Landkreis ist reich an Biotypen, welche sich teilweise auf engen Räumen, aber auch weit verstreut finden lassen. Im Süden und Südwesten sind eine Vielzahl von Seen, Söllen und Mooren in die weichwelligen lehmigen Grundmoränenplatten eingelagert. Aufgrund der guten Böden wird in diesen Gebieten vorrangig Landwirtschaft betrieben und der Waldanteil ist hier sehr niedrig. Entlang des Randowtals trifft man eine für Deutschland einzigartige Steppenflora an, welche überwiegend durch kontinentalen Trockenrasen gekennzeichnet ist. Der Norden des Landkreises ist vor allem durch einen hohen Waldbestand geprägt, was auch an den schlechteren Bodenkennwerten liegt. Entlang der Haffküste sowie in vielen anderen Teilen des Kreises erstrecken sich die für das Landschaftsbild so typischen Alleen.
Durch die jahrzehntelange Nutzung weiter Teile der Ueckermünder Heide als Truppenübungsplatz der NVA und später auch der Bundeswehr, haben sich in diesen Gebieten wertvolle Zwergstrauchheiden und Magerrasen entwickelt. In den Randbereichen sind Naturschutzgebiete und Rückzugsräume z. B. für Seeadler entstanden.
Zwischen der Ueckermünder Heide und den Brohmer Bergen liegt die Friedländer Große Wiese, sie stellte einst das ausgedehnteste Kalkflachmoor Norddeutschlands dar. Infolge einer großräumigen Melioration in den 1960er Jahren ist von der einstigen Tier- und Pflanzenwelt jedoch nicht mehr viel geblieben. Besondere Bedeutung haben die Wiesenflächen heute als Rast- und Nahrungsrevier für annähernd 100 Brutvogel- und nochmal 80 Gastvogelarten.
Die Brohmer Berge zeichnen sich durch ausgedehnte Rotbuchen- und Mischwälder aus. In die Täler und Senken des hügeligen Endmoränenzugs sind viele Waldsölle und Moore eingebettet. Sie bieten den Lebensraum für Schwarzstorch, Schreiadler, Kraniche und auch Rotwild. Am Rande der Brohmer Berge befindet sich der Galenbecker See mit Rückzugsräumen für in Mitteleuropa gefährdete Tier- und Pflanzenarten.
Seit 2005 wird der Naturraum durch den Naturpark Am Stettiner Haff geschützt.

### Landnutzung
| Flächen         | Prozent (%) | Fläche (ha) |
| --------------- | ----------- | ----------- |
| Siedl./ Verkehr | 5,4         | 8770        |
| Landwirtschaft  | 50,9        | 82.672      |
| Wald            | 31,8        | 51.650      |
| Wasser          | 10,3        | 19.328      |

Sonstige Flächen (z. B. Ödland) sind nicht enthalten.

## Geschichte
Der Landkreis entstand am 12. Juni 1994 aus dem ehemaligen Kreis Pasewalk (bis auf die am 18. Juli 1992 nach Brandenburg ausgegliederte Stadt Brüssow und die Gemeinden Nechlin, Wollschow, Woddow, Bagemühl, Grünberg), aus über 90 % des ehemaligen Kreises Ueckermünde (nur die Gemeinden Neuendorf A und Wietstock kamen an den Landkreis Ostvorpommern) und aus dem Ostteil des ehemaligen Kreises Strasburg (Stadt Strasburg sowie die Gemeinden Blumenhagen, Groß Luckow und Klein Luckow).
Für eine Verwaltungsreform in Mecklenburg-Vorpommern und die dabei für das Jahr 2009 beabsichtigte Schaffung neuer Großkreise gingen die Überlegungen der Landesregierung dahin, den Landkreis als Ganzes in einem neuen „Landkreis Südvorpommern“ aufgehen zu lassen. Nach dem Urteil des Landesverfassungsgerichtes vom 26. Juli 2007 konnte das ursprüngliche Reformgesetz als mit der Verfassung des Landes unvereinbar nicht umgesetzt werden. Im Zuge einer neuen Kreisreform im Jahr 2011 wurde der Landkreis schließlich Teil des neuen Landkreises Vorpommern-Greifswald mit der Kreisstadt Greifswald.

### Einwohnerentwicklung
Der Landkreis hat im Zeitraum von 1990 bis 2005 etwa 20 % seiner Einwohner verloren. Laut einer Bevölkerungsprognose der Landesregierung werden im Jahr 2020 nur noch 53.597 Menschen im Kreis leben, was einem Rückgang gegenüber 2002 um 34,4 % und damit dem größten Bevölkerungsverlust aller Kreise in Mecklenburg-Vorpommern entspräche. Ursächlich ist ein negativer Wanderungssaldo und ein damit einhergehendes hohes Geburtendefizit.

2005 betrug der Anteil:
- der unter 25-jährigen ca. 23,5 %
- der 25- bis 50-jährigen ca. 35,5 %
- der über 50-jährigen ca. 41 %.

| Jahr | Einwohner |
| ---- | --------- |
| 1990 | 96.043    |
| 1991 | 93.620    |
| 1992 | 92.274    |
| 1993 | 92.000    |
| 1994 | 90.556    |
| 1995 | 89.526    |
| 1996 | 88.830    |
| 1997 | 87.981    |
| 1998 | 87.442    |
| 1999 | 86.399    |
| 2000 | 85.086    |

| Jahr | Einwohner |
| ---- | --------- |
| 2001 | 83.459    |
| 2002 | 81.632    |
| 2003 | 80.308    |
| 2004 | 78.497    |
| 2005 | 77.152    |
| 2006 | 76.262    |
| 2007 | 75.392    |
| 2008 | 74.194    |
| 2009 | 73.027    |
| 2010 | 72.137    |

## Politik

### Landräte
- 1994–1997 Rainer Haedrich (CDU)
- 1997–2004 Siegfried Wack (CDU)
- 2004–2011 Volker Böhning (parteilos, Bürgerbündnis Uecker-Randow)

### Kreistag
Der Kreistag des Landkreises Uecker-Randow bestand aus 47 Abgeordneten. Nach der Wahl vom 7. Juni 2009 setzte er sich bis zum 3. September 2011 wie folgt zusammen:
| Partei             | Sitze |
| ------------------ | ----- |
| CDU                | 15    |
| Die Linke          | 11    |
| SPD                | 6     |
| BB UER             | 4     |
| NPD                | 4     |
| FDP                | 3     |
| Bv-Ländlicher Raum | 2     |
| WIP                | 1     |
| BfP                | 1     |

Der Landkreis (Wahlkreisnummer 62) bestand aus 112 Wahlbezirken mit 63.742 Wahlberechtigten. Zur Wahl gingen 31.414 Wähler, die 3574 ungültige und 88.668 gültige Stimmen abgaben. Dies entspricht einer Wahlbeteiligung von rund 49,3 % (alle Daten aus 2009).
Näheres zum Wahlverfahren und zu rechtlichen Bestimmungen: Kreistag (Mecklenburg-Vorpommern)

### Wappen
| Wappen des ehemaligen Landkreis Uecker-Randow | Blasonierung: „In Silber ein aus einem blauen Wellenschildfuß, belegt mit zwei silbernen Wellenfäden, hervorkommender, sich nach oben verjüngender, gezinnter roter Backsteinrundturm mit abgeflachtem Spitzdach und zwei schwarzen Rundbogenfenstern nebeneinander; begleitet: rechts von einem golden bewehrten roten Greif, links von einem golden bewehrten roten Adler.“ |
| Wappen des ehemaligen Landkreis Uecker-Randow | Wappenbegründung: In dem Wappen wird mit dem Turm als Sinnbild für den Turm „Kiek in de Mark“ zum einen der bildliche Bezug zur Kreisstadt Pasewalk hergestellt. Dieses zur einstigen Stadtbefestigung zählende Bauwerk wurde 1445 errichtet und erhielt seinen Namen nach der erfolgreichen Verteidigung der Stadt gegen den Kurfürsten Friedrich II. von Brandenburg. Zum anderen soll mit dem Turm auf die geschichtsträchtige Vergangenheit des Territoriums und die zu erhaltenden Baudenkmäler – wie das Schloss der pommerschen Herzöge in Ueckermünde, Reste mittelalterlicher Stadtbefestigungsanlagen in Ueckermünde und Pasewalk, Stadt- und Dorfkirchen verschiedener Stilepochen – verwiesen werden. Der Greif, das Wappenbild der pommerschen Herzöge, und der Adler, das Wappenbild der Markgrafen von Brandenburg, erinnern daran, dass im Mittelalter Teilgebiete zwischen Pommern und Brandenburg heiß umkämpft waren. Zugleich soll mit dem Adler aber auch auf die jahrhundertealte Zugehörigkeit des Raumes um Strasburg zur Mark Brandenburg hingewiesen und damit den Heimatgefühlen der dortigen Bevölkerung Rechnung getragen werden. Der Wellenschildfuß steht für das Stettiner Haff, die Wellenfäden für die Flüsse Uecker und Randow, die dem Landkreis den Namen gaben. Zudem deutet die Tingierung des Wellenschildfußes in Blau und Silber auf die Zugehörigkeit des überwiegenden Landkreises zum Landesteil Vorpommern hin. Das Wappen und die Flagge wurde von dem Neubrandenburger Lothar Herpich gestaltet. Es wurde am 6. Juni 1995 durch das Ministerium des Innern genehmigt und unter der Nr. 83 der Wappenrolle des Landes Mecklenburg-Vorpommern registriert. |

### Flagge
Die Flagge wurde am 31. Januar 2000 durch das Ministerium des Innern genehmigt.
Die Flagge ist längs gestreift von Rot, Weiß, Blau, Weiß und Rot. Die roten Streifen nehmen je ein Viertel, die weißen Streifen je zwei Neuntel und der blaue Streifen nimmt ein Achtzehntel der Höhe des Flaggentuchs ein. In der Mitte des blauen Streifens liegt, auf jeweils sieben Achtel der Höhe der weißen Streifen übergreifend, das Landkreiswappen. Die Höhe des Flaggentuchs verhält sich zur Länge wie 3:5.

## Städte und Gemeinden

### Amtsfreie Gemeinden
(Einwohnerzahlen am 31. Dezember 2010)
Amtsfreie Gemeinden
1. Pasewalk, Stadt * (11.319)
2. Strasburg (Uckermark), Stadt (5424)
3. Ueckermünde, Stadt (9984)

### Ämter
Ämter mit amtsangehörigen Städten und Gemeinden
* Sitz der Amtsverwaltung
| - 1. Amt Am Stettiner Haff (11.812) 1. Ahlbeck (677) 2. Altwarp (535) 3. Eggesin, Stadt * (5198) 4. Grambin (452) 5. Hintersee (349) 6. Leopoldshagen (747) 7. Liepgarten (808) 8. Lübs (391) 9. Luckow (651) 10. Meiersberg (445) 11. Mönkebude (769) 12. Torgelow-Holländerei (421) 13. Vogelsang-Warsin (369) | - 2. Amt Löcknitz-Penkun (10.885) 1. Bergholz (387) 2. Blankensee (543) 3. Boock (603) 4. Glasow (170) 5. Grambow (980) 6. Krackow (724) 7. Löcknitz * (3021) 8. Nadrensee (363) 9. Penkun, Stadt (1953) 10. Plöwen (307) 11. Ramin (713) 12. Rossow (462) 13. Rothenklempenow (659) | - 3. Amt Torgelow-Ferdinandshof (14.858) 1. Altwigshagen (361) 2. Ferdinandshof (2855) 3. Hammer a. d. Uecker (500) 4. Heinrichsruh (258) 5. Heinrichswalde (452) 6. Rothemühl (319) 7. Torgelow, Stadt * (9268) 8. Wilhelmsburg (845) | - 4. Amt Uecker-Randow-Tal (7855) [Sitz: Pasewalk] 1. Blumenhagen (374) 2. Brietzig (201) 3. Damerow (140) 4. Fahrenwalde (355) 5. Groß Luckow (194) 6. Jatznick (1875) 7. Klein Luckow (222) 8. Koblentz (236) 9. Krugsdorf (421) 10. Nieden (178) 11. Papendorf (246) 12. Polzow (244) 13. Rollwitz (639) 14. Schönwalde (481) 15. Viereck (1320) 16. Zerrenthin (482) 17. Züsedom (247) |

## Gebietsänderungen
In den Jahren seit 1994 fanden im Gebiet des Landkreises Uecker-Randow wie im gesamten Land Mecklenburg-Vorpommern umfangreiche Gebietsänderungen statt.
Aus den ursprünglich fünf Ämtern wurden nach Abschluss der Gebietsreform am 1. Januar 2005 vier Ämter. Die Städte Torgelow und Eggesin verloren ihre Amtsfreiheit. Die Anzahl der Gemeinden verringerte sich von 65 auf 54.

### Ämterfusionen
- Fusion der Ämter Penkun und Löcknitz zum neuen Amt Löcknitz-Penkun (1. Juli 2004)
- Fusion der Stadt Eggesin mit dem Amt Ueckermünde-Land zum neuen Amt Am Stettiner Haff (1. Januar 2005)
- Fusion der Stadt Torgelow mit dem Amt Ferdinandshof zum neuen Amt Torgelow-Ferdinandshof (1. Januar 2005)

### Wechsel von Gemeinden über Landkreisgrenzen
- Wechsel der Gemeinde Lübs aus dem Landkreis Ostvorpommern in den Landkreis Uecker-Randow (1. Januar 1998)
- Wechsel und Eingemeindung von Wietstock aus dem Landkreis Ostvorpommern in den Landkreis Uecker-Randow (1. Januar 2011)

### Eingemeindungen
- Auflösung der Gemeinde Rieth – Eingemeindung nach Luckow (31. Dezember 1997)
- Auflösung der Gemeinden Grünz, Sommersdorf, Storkow und Wollin – Eingemeindung nach Penkun (1. Januar 1999)
- Auflösung der Gemeinde Glashütte – Eingemeindung nach Rothenklempenow (31. Dezember 1999)
- Auflösung der Gemeinde Belling – Eingemeindung nach Jatznick (1. Januar 2001)
- Auflösung der Gemeinde Marienthal – Eingemeindung nach Viereck (1. Januar 2002)
- Auflösung der Gemeinde Bismark – Eingemeindung nach Ramin (1. Januar 2004)
- Auflösung der Gemeinde Pampow – Eingemeindung nach Blankensee (13. Juni 2004)
- Auflösung der Gemeinde Lebehn – Eingemeindung nach Krackow (13. Juni 2004)
- Auflösung der Gemeinde Mewegen – Eingemeindung nach Rothenklempenow (1. Januar 2005)
- Auflösung der Gemeinde Wietstock – Eingemeindung nach Altwigshagen (1. Januar 2011)

### Namensänderungen
- von Stadt Strasburg zu Stadt Strasburg (Uckermark) (1. März 1995)
- von Gemeinde Vogelsang zu Gemeinde Vogelsang-Warsin (9. Dezember 1995)

## Kfz-Kennzeichen
Am 12. Juni 1994 wurde dem Landkreis das Unterscheidungszeichen UER zugewiesen. Es wurde bis zum 31. Januar 2012 im Landkreis Vorpommern-Greifswald mit Ausnahme der Hansestadt Greifswald ausgegeben. Eine erneute Nutzung des Kürzels ist möglich. Diese Entscheidung obliegt dem Landkreis, der von dieser Möglichkeit bis heute keinen Gebrauch macht.